# Tommaso Berger
Tommaso Berger (Vienna, 7 dicembre 1929 – Rio de Janeiro, 11 ottobre 2009) è stato un imprenditore italiano, legato a marchi famosi.

## Biografia
Tommaso Berger nacque a Vienna, da una agiata famiglia ebraica:  la famiglia viveva a Milano, dove era arrivata in seguito all'annessione dell'Austria alla Germania di Hitler. Nel 1943 lasciò l'Italia e fuggì in Svizzera, dopo che, a seguito dell'entrata in vigore delle leggi razziali fasciste nel 1938, si era rivelata insufficiente la conversione al cattolicesimo.
Nel secondo dopoguerra, Tommaso Berger iniziò con il padre una nuova vita dedicata all'imprenditoria.
Noto per aver rilevato il marchio e per aver distribuito per trent'anni, dal 1950, lo storico caffè espresso decaffeinato del marchio Hag, inventato dal chimico tedesco Ludwig Roselius nel 1905, il suo impero industriale comprendeva anche numerosi marchi di acqua minerale, quali Fiuggi, Sangemini, Fabia, Ferrarelle, Uliveto e Levissima, oltre alla produzione della pomata Vegetallumina.
Col libro Onora il padre, del 2007, ha accusato il figlio Roberto d'aver distrutto l'ingente patrimonio ottenuto dalla famiglia, mediante la vendita dell'azienda Crippa & Berger, con tutti i marchi connessi, alla concorrente Chiari e Forti. Roberto Berger aveva querelato il padre per queste accuse. Nel libro, Tommaso Berger parlò anche del matrimonio tra il figlio Roberto e Loredana Bertè.
Muore nel 2009 a Rio de Janeiro.